# Sidong-Dong (Hulu Sihapas)
Sidong-Dong is een bestuurslaag in het regentschap Padang Lawas Utara van de provincie Noord-Sumatra, Indonesië. Sidong-Dong telt 259 inwoners (volkstelling 2010).